# Sean Berry
Pour les articles homonymes, voir Berry (homonymie).
Sean Robert Berry (né le 22 mars 1966 à Santa Monica, Californie, États-Unis) est un ancien joueur de baseball professionnel ayant évolué à la position de troisième but dans les Ligues majeures de 1990 à 2000, notamment pour les Expos de Montréal et les Astros de Houston.

## Carrière
Sean Berry est un premier choix (9e joueur sélectionné au total) des Royals de Kansas City  en 1986. Il fait ses débuts dans les majeures le 17 septembre 1990 et joue 39 parties dans l'uniforme des Royals avant d'être échangé aux Expos de Montréal le 29 août 1992 avec le lanceur Archie Corbin, en retour des lanceurs Chris Haney et Bill Sampen.
Berry devient joueur de troisième but régulier des Expos à partir de 1993, et connaît des saisons de 49, 41 et 55 points produits au cours desquelles il frappe 10 circuits ou plus. En 1995, sa moyenne au bâton s'élève à, 318 en 103 parties.
Le 20 décembre 1995, les Expos l'échangent aux Astros de Houston pour le lanceur Dave Veres et le receveur Raul Chavez. À Houston, Berry fait partie d'un groupe de joueurs surnommés The Killer B's, aux côtés de Craig Biggio, Jeff Bagwell et Derek Bell. À sa première année chez les Astros, il présente ses meilleurs statistiques en carrière, cognant 17 circuits et faisant marquer 95 points.
Après trois saisons à Houston, il quitte pour Milwaukee et s'aligne avec les Brewers en 1999 et 2000. Il joue un match avec les Red Sox de Boston à la fin de la saison 2000 et se retire après 860 parties jouées dans les majeures. Sa moyenne au bâton est de, 272 en 11 saisons, avec 81 circuits, 369 points produits, 310 points marqués et 657 coups sûrs dont 153 doubles.